# یفژنی میلر
یفژنی میلر (انگلیسی: Yevgeny Miller) ژنرال روسی با اصالت آلمانی بالتیک و یکی از رهبران ارتش سفید ضد کمونیست در طول جنگ داخلی روسیه بود. پس از جنگ داخلی، او در تبعید در فرانسه زندگی می‌کرد. در سال ۱۹۳۷ توسط مأموران اطلاعاتی شوروی در پاریس ربوده شد، به طور قاچاقی به اتحاد جماهیر شوروی منتقل و در سال ۱۹۳۹ در مسکو اعدام شد.